# ТЕС Уругваяна
29°45′55″ пд. ш. 57°0′1″ зх. д. / 29.76528° пд. ш. 57.00028° зх. д.
ТЕС Уругваяна — теплова електростанція у бразильському штаті Ріу-Гранді-ду-Сул. 
У 2000 році на майданчику станції ввели в експлуатацію парогазовий блок комбінованого циклу потужністю 640 МВт. В ньому встановлені дві газові турбіни потужністю по 187,5 МВт, які через відповідну кількість котлів-утилізаторів живлять одну парову турбіну з показником у 265 МВт (без використання додаткових пальників у котлах-утилізаторах потужність блоку становить лише 527 МВт). 
ТЕС звели з розрахунку на використання аргентинського природного газу, який постачається по трубопроводу Aldea Brazilera – Uruguaiana. Втім, у 2004-му на внутрішньому ринку Аргентини виник великий дефіцит блакитного палива, що призвело до перебоїв з його поставками до сусідніх країн. У підсумку в 2008-му подача газу на ТЕС Уругваяна остаточно припинилась, що невдовзі призвело до її зупинки. В наступному десятилітті станція працювала лише періодично. У 2020-му ТЕС придбала аргентинська компанія Saesa, яка збирається відновити її діяльність. Останньому сприяє зростання видобутку блакитного палива в Аргентині завдяки розробці сланцевої формації Вака-Муерте.
Воду для охолодження отримують зі свердловин (хоча неподалік від майданчику протікає річка Уругвай).
Видача продукції ТЕС відбувається по ЛЕП, розрахованій на роботу під напругою 230 кВ.